# EVANPL
Innovation AG S.A. – polskie przedsiębiorstwo rozwijające projekt elektrycznych samochodów dostawczych pod nazwą eVANPL, z siedzibą w Zgorzelcu, działające od 2019 roku.

## Historia

### Początki
W roku 2018 Albert Gryszczuk, założyciel spółki Innovation AG znanej m.in. z przygotowania wozów do rajdu Dakar, opracował samonośną platformę terenową do indywidualnej zabudowy, posiadającą w pełni elektryczny napęd dostosowany do jazdy w warunkach terenowych. Na jej bazie zbudowany został Sokół 4×4 – pierwszy polski w pełni elektroniczny pojazd stworzony metodą ekokonwersji. Jego moc silnika elektrycznego wyniosła niespełna 300 KM, a pojemność baterii - 85 kWh. Zaprezentowana w roku 2018 wersja wykorzystała elementy nadwozia pochodzące z seryjnie produkowanego Land Rovera Defendera. Samochód testowany był m.in. przez Służby Leśne, w Tatrzańskim Parku Narodowym, w kopalni odkrywkowej PGE GiEK czy też przez KGHM. 

### eVAN
Przy realizowaniu kolejnych konwersji, pojawiła się koncepcja stworzenia własnego pojazdu elektrycznego od podstaw. Impulsem był ogłoszony przez Narodowe Centrum Badań i Rozwoju (NCBIR) program „E-van”, w ramach którego powstać miały projekty polskich samochodów dostawczych z napędem elektrycznym. Firma Innovation AG przystąpiła do konkursu NCBIR Firma Innovation AG ze swoimi dwoma prototypami eVAN-ów przeszła przez trzy etapy konkursu, w ostatnim z nich zdobywając 98 punktów na 100 możliwych. Przedprodukcyjne prototypy zostały dopuszczone do ruchu drogowego. W czasie testów zasięgu oba prototypy uzyskały blisko 400 km na jednym ładowaniu baterii. E-vany poddane testowi były wyposażone w baterię trakcyjną o pojemności 105 kWh, a średnie zużycie energii wyniosło niecałe 26 kWh na 100 km. W trakcie przeprowadzonego testu samochód nie był obciążony ładunkiem, a kierowca poruszał się przepisowo w pełnym ruchu ulicznym.

### EAGLE
Równolegle z projektem eVAN-a, inżynierzy ze Zgorzelca rozwinęli stworzoną od podstaw płytę podłogową dla elektrycznych samochodów dostawczych. Otrzymała ona nazwę EAGLE (ang. orzeł). To akronim, złożony z pierwszych liter haseł opisujących podstawowe cechy polskiej platformy.
- Electric - platforma jest przeznaczona dla elektrycznych vanów i pozwala na zamontowanie baterii o pojemności od 60 do 110 kwh. Pojazdy na platformie Innovation AG docelowo powstały z myślą o system vehicle-to-grid (V2G), vehicle-to-vehicle (V2V) oraz vehicle-to-infrastracture (V2I), które pozwalają na oddanie przez pojazd energii do domu, innego pojazdu lub nawet wymianę danych z infrastrukturą drogową - sygnalizacją świetlną i informacją o natężeniu ruchu.
- Automotive - platforma powstałą dla pojazdów dostawczych z kategorii N1 o napędzie na przednią oś. Została jednak zaprojektowana w taki sposób, by można ją było stosować w cięższych pojazdach z kategorii N2 oraz z napędem 4x4.
- General - uniwersalna konstrukcja pozwoliła na zbudowanie na niej dowolnego pojazdu zadaniowego. Poza standardowym vanem, na platformie Innovation AG mogłoby docelowo powstać nadwozie karetki, straży pożarnej, samochodu policyjnego, a nawet otwarta zabudowa z dźwigiem.
- Light - platforma uzyskała niską masę własną ramy, której konstrukcja została opatentowana. Wpłynęło to bezpośrednio na uzyskanie wysokiego zasięgu z pełnym załadunkiem wynoszącego ponad 300 km na jednym ładowaniu.
- E-platform - oznacza zastosowanie zaawansowanych technologii jak system EVACT, a także odwracalnej pompy ciepła, która chłodzi w lato i ogrzewa pojazd zimą (HVAC ang. heating, ventilation, air conditioning)

## Modele samochodów

### Prototypy
- eVAN (2023)